# Gunnar D. Hansson
Gunnar D. Hansson, Gunnar Hugo Detlof Hansson, född 30 januari 1945 i Uddevalla, är en svensk litteraturvetare, författare och översättare. 
Hansson är docent i litteraturvetenskap samt professor i litterär gestaltning vid Göteborgs universitet. Han var tidigare redaktör för Autors skriftserie. Som översättare har han bland annat tolkat fornengelsk och fornisländsk poesi. Som redaktör har han varit med och gett ut fembandsverket Islänningasagorna 2014 och trebandsverket Sturlunga 2021.
Han är sedan 1978 gift med författaren, översättaren och barncancerspecialisten Ildikó Márky.
Hansson vann Sveriges Radios Lyrikpris 2018 för lyriksamlingen "Tapeshavet" och samma år Samfundet De Nios Stora Pris.

## Översättningar
- Endre Ady: Jag är på nya vatten (översatt tillsammans med Ildikó Márky, Anthropos, 1978)
- Solsången = Sólarljóð (Anthropos, 1983) [tvåspråkig utgåva]
- Slaget vid Maldon och sju elegier: fornengelska dikter (Battle of Maldon) (Anthropos, 1991)
- Péter Esterházy: Nedför Donau eller Grevinnan Hahn-Hahns blick (Hahn-Hahn grófnő pillantása - lefelé a Dunán) (översatt tillsammans med Ildikó Márky, Norstedt, 1994)
- Péter Esterházy: Hrabals bok (Hrabal könyve) (översatt tillsammans med Ildikó Márky, Norstedt, 1996)
- Péter Esterházy: En kvinna (Egy nő) (översatt tillsammans med Ildikó Márky, Norstedt, 2001)
- Péter Esterházy: Harmonia cælestis (Harmonia cælestis) (översatt tillsammans med Ildikó Márky, Norstedt, 2004)
- Péter Esterházy: Rättad utgåva: harmonia cælestis (Javított kiadás) (översatt tillsammans med Ildikó Márky, Norstedt, 2005)

## Priser och utmärkelser
- 1994 – Göteborgs-Postens litteraturpris
- 1994 – De Nios Vinterpris
- 1998 – Lars Ahlin-stipendiet
- 1998 – Sten A Olssons kulturstipendium
- 1999 – Gun och Olof Engqvists stipendium
- 2000 – Sveriges Radios Lyrikpris
- 2004 – Bellmanpriset
- 2006 – Tegnérpriset
- 2008 – John Landquists pris
- 2009 – Ekelöfpriset
- 2009 – Gerard Bonniers essäpris
- 2010 – Svenska Akademiens översättarpris (tillsammans med Ildikó Márky)
- 2013 – Svenska Akademiens essäpris
- 2017 – Albert Bonniers Stipendiefond för svenska författare[3]
- 2018 – Samfundet De Nios Stora Pris
- 2018 – Sveriges Radios Lyrikpris
- 2020 – Ferlinpriset